# Добровеличківська селищна територіальна громада
Добровеличківська селищна громада — територіальна громада в Україні, в Новоукраїнському районі Кіровоградської області. Адміністративний центр — селище Добровеличківка.
Площа громади — 588,1 км², населення — 13 651 мешканець (2020).

## Населені пункти
У складі громади 1 селище (Добровеличківка) та 30 сіл:
- Анатолівка
- Богодарівка
- Братолюбівка
- Варваро-Олександрівка
- Василівка
- Водяне
- Володимирівка
- Вороб'ївка
- Гнатівка
- Добротимофіївка
- Дружелюбівка
- Карбівка
- Липняжка
- Мар'ївка
- Маркове
- Михайлівка
- Нововікторівка
- Новодобрянка
- Новолутківка
- Новомиколаївка
- Новоодеса
- Новостанкувата
- Олександрівка
- Олександро-Акацатове
- Олександро-Завадське
- Скопіївка
- Тернове
- Трояни
- Шевченка
- Юріївка